# 長寿院盛淳

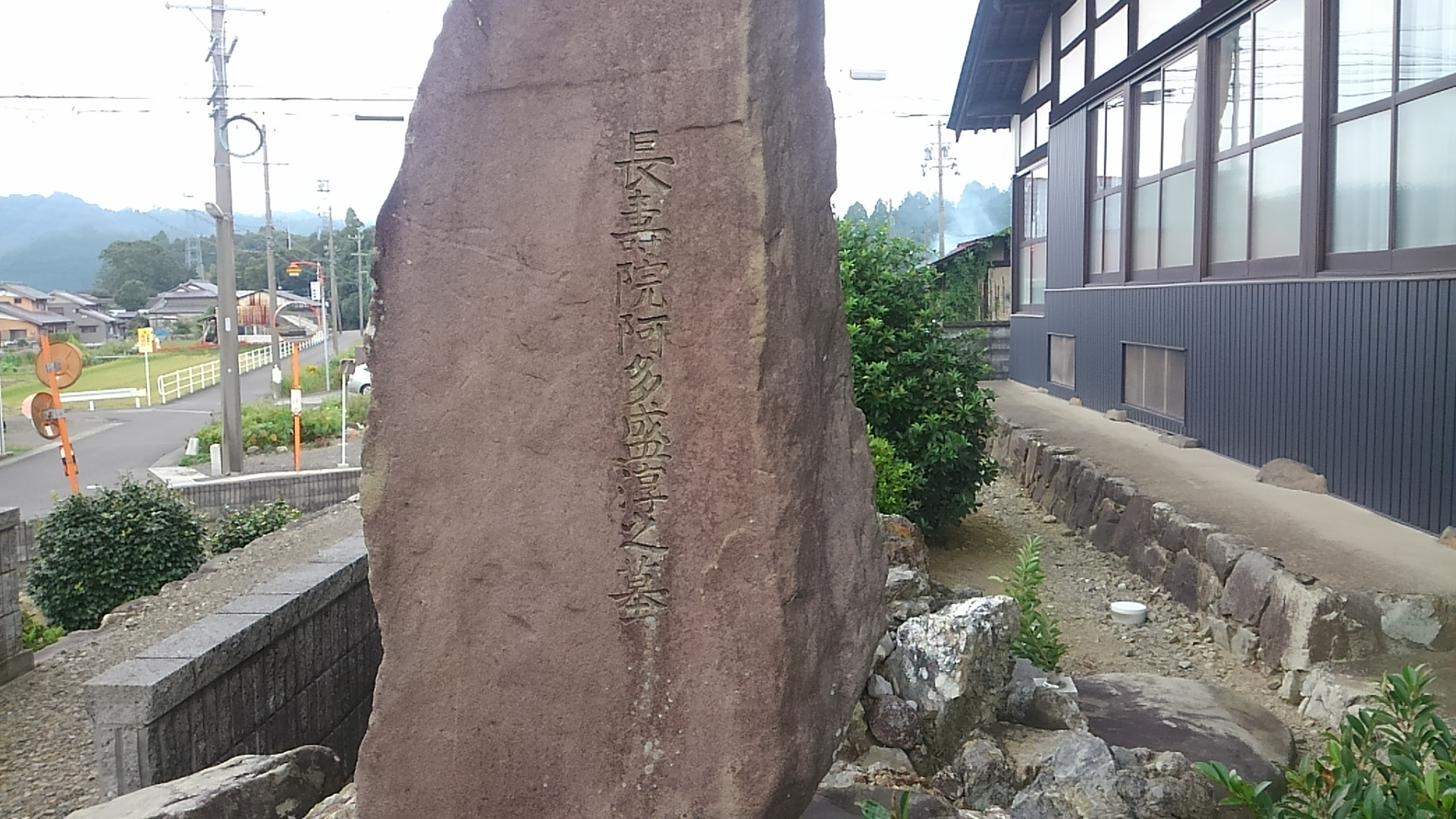
牧田にある盛淳の墓

長寿院 盛淳（ちょうじゅいん もりあつ）は、戦国時代から安土桃山時代にかけての武将。島津氏の重臣。蒲生地頭。本来は畠山姓で、長寿院は院号。その後、還俗したが、出家時の名乗りのまま有名になった。後年、子・忠栄が屋敷を阿多甚左衛門に譲与して出家したため、阿多吉房と呼ばれ、以降子孫は阿多氏を称している。

## 略歴
畠山頼国（橘陰軒）の子として誕生。薩摩畠山氏は室町幕府の有力守護大名の畠山氏の庶流を称する。
父・頼国が薩摩半島南端の坊津辺りに移り住み、出来た子であるという。
幼少の頃に大乗院で仏門に入り、大乗院盛久法印の弟子となった。盛淳は紀州根来寺で8年間修行し、さらに高野山の木食上人のもとに付いて、3年間修行した。その後、帰国して安養院住持となった。
島津義久が盛淳に還俗を命じて側近に取り立てた。奏者として仕え、島津氏の九州統一で活躍をみせる。天正14年（1586年）、秀吉と義久の関係を取り持った。その後、豊臣秀吉の九州の役で島津氏の旗色が悪くなると和睦を主張したと言われている。
天正16年（1588年）、家老。義久と共に石田三成と会見した。天正20年（1592年）頃、町田久倍、鎌田政近らと共に家臣の知行宛行状に署名しており、（島津義弘の）老中（家老）にもなったことがわかる。
盛淳は筆頭老中であった伊集院幸侃と共に太閤検地に立ち会い、三成と相談しつつ、島津家の家臣団の知行配分に携わった。このため、減知や所替えを命じられた多くの家臣達の激しい敵意の矢面に立ち、国人層からは怨嗟の対象となった。一方で、大胆な知行割を進める伊集院幸侃とも対立して、不仲を噂された。
慶長5年（1600年）に関ヶ原の戦いが始まると、7月末の早飛脚による義弘の危急の知らせに応じ、蒲生衆・帖佐衆ら士卒70名を率いて国許を出発。伊勢貞成・新納旅庵と同様に義弘に従った。関ヶ原の戦い本戦直前の9月13日朝に南宮山付近に到着。三成が1,000名ほどの手勢で出迎え、「まるで召鬼のようだ」と褒め称えられた。同日昼に大垣城の城門に至ると、義弘は門外にまで出て喜び、盛淳の手をとって陣所に招き入れた。
また、着陣の折、義弘が秀吉から賜った白い鳳凰模様の陣羽織を盛淳に贈り、石田三成も金磨きの軍配と団扇を贈った。
盛淳が最も名を馳せたのは「鳥頭坂の退却戦」である。関ヶ原の戦いで西軍が総崩れとなり島津軍が敵中孤立した際、島津豊久の進言で義弘は数万の大軍を縫って敵中突破を敢行した。盛淳は剛力の家来・玉林坊に義弘を背負って山中突破するように命じた後、先述の義弘から拝領した陣羽織と、三成から拝領した軍配を身につけ、義弘の影武者となった。
最期については諸伝あり、定かではない。義弘の名を名乗って奮戦したが討ち取られたとも、敢えて義弘の名を名乗って切腹したとも、乱戦の末に家来18名と共に牧田上野で討死したともいう。『薩摩藩旧伝集』によれば、盛淳を討ち取ったのは松倉重政の家臣山本義純という。

## 父・畠山頼国について
- 父：畠山頼国（?-1585）[9]

橘穏軒（橘陰軒とも）は軒号。中務少輔。「本藩人物誌」では畠山尚順の子頼兼の子としている。天文14年（1545年）に薩摩に下向した。翌天文15年（1546年）に坊津の一条院が勅願所に補せられることを希望した時、前関白近衛稙家に取り次いで実現したのが初見史料である。元亀2年（1571年）には喜入季久と共に上京し、足利義昭に唐入御服を献上しているなど京都の人脈や実績を生かしながら、朝廷や将軍家の使者との応対には欠かせぬ人材として島津家の対外交渉の一翼を担った。

## 逸話
先述の通り、秀吉の九州平定後、義弘の重臣として中央政権と島津家の関係を深めようと積極的に活動しており、中央との関係に消極的であった島津義久からは疎まれていたようである。
実際に、義久から島津忠恒に宛てた手紙で「義弘は長寿院を重用しているようだが、後々後悔するに違いない」というものが残っている。彼自身も義久の反発を感じており、一度は検地奉行の辞退を申し出ている。

## 関連作品
映画
- 『ノリャン -死の海-』（2023年）演：パク・ミョンフン